# Тигран Паша
Тигран Паша (Апроян, араб. تكران باشا‎, англ. Tigrane Pasha, умер  27 июля 1904) — египетский политик армянского происхождения, министр иностранных дел Египта (1891  — 1894). Был зятем премьер-министра Египта Нубар-паши.

## Биография
Тигран Паша армянин по национальности христианского вероисповедания. Хорошо владел французским языком.
Склад ума Тиграна Паши можно охарактеризовать как франко-византийский, то есть его основа была византийской, а надстройка — французской.
Тигран Паша, которого Аббас изначально хотел видеть премьер-министром, априори был неприемлем для британского проконсула в Египте.